# Bevölkerungsschutz (Deutschland)

Internationales Zivilschutzzeichen

In Deutschland ist der Bevölkerungsschutz eine Vorsorgeleistung des Staates, um bei Naturkatastrophen (z. B. Fluten, Waldbrände, Pandemien), Kriegen oder Anschlägen Menschen zu schützen, sowie nach Unglücken Hilfe zu leisten und wieder sichere Verhältnisse herzustellen.
Der Katastrophenschutz ist in erster Linie Ländersache und liegt im Zuständigkeitsbereich der Landkreise und Kreisfreien Städte. Der Bund wird jedoch bei Großschadensereignissen mit dem Bundesamt für Bevölkerungsschutz und Katastrophenhilfe und dem Technischen Hilfswerk sowie teilweise auch mit der Bundeswehr unterstützend tätig. Nur im Verteidigungsfall (für den Zivilschutz) hat der Bund eigene Kompetenzen.

## Geschichte

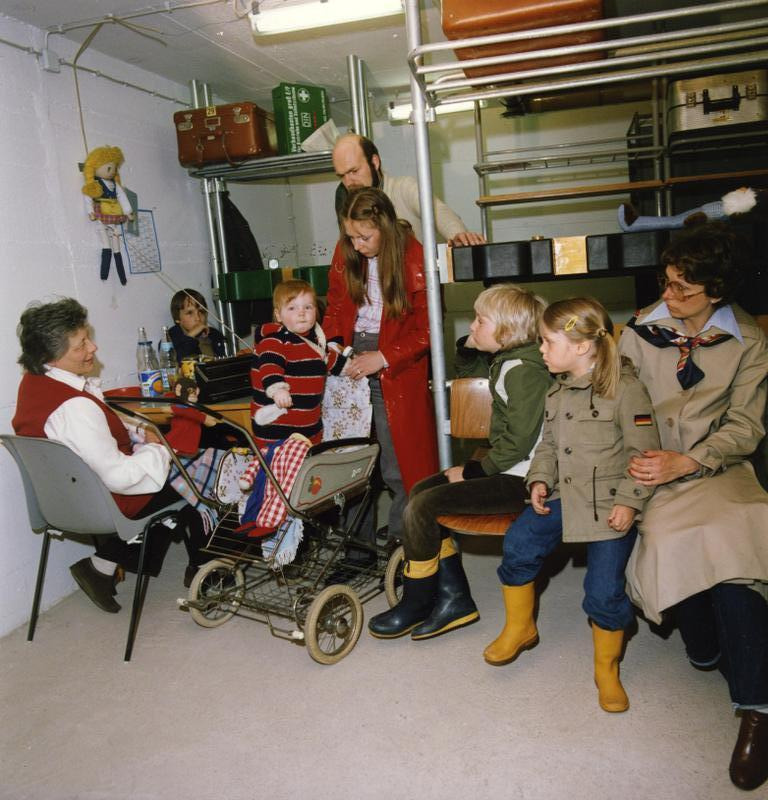
Zivilschutzbunker im Jahre 1975

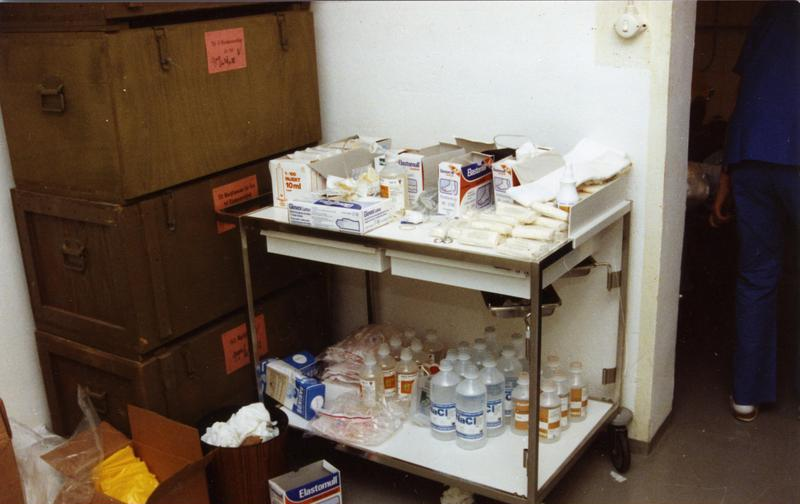
Hilfskrankenhausübung für den Zivilschutz, 1989

Zur früheren Geschichte siehe auch: Feuerglocke, Sturmläuten

### Zeit der Weltkriege
Nachdem im Deutschen Kaiserreich neben den Feuerwehren und dem Deutschen Roten Kreuz militärische Hilfskommandos bei Großschadenslagen eingesetzt wurden, entlastete während der Weimarer Republik die Technische Nothilfe die zahlen- und ausrüstungsmäßig stark abgerüstete Reichswehr. Während der Zeit des Nationalsozialismus bildeten diese Hilfsdienste auch den Kern des Katastrophenschutzes im zivilen Luftschutz, damals Sicherheits- und Hilfsdienst (SHD), ab Juli 1942 Luftschutzpolizei genannt. Ab 1944 etablierte man Großküchenschiffe in Großstädten mit schiffbaren Kanälen oder Flüssen.

### Bundesrepublik

#### Neubeginn
Nach dem Zweiten Weltkrieg verboten die Siegermächte im Jahr 1946 alle Maßnahmen zum Luftschutz. Auch das deutsche Grundgesetz vom 23. Mai 1949 enthielt keine Vorschriften zur Verteidigung oder zum Schutz der Bevölkerung bei kriegerischen Auseinandersetzungen und zur Bewältigung politisch-militärischer Krisen. Allerdings gab es bereits vor der Gründung der Bundesrepublik intensive Überlegungen zum Bevölkerungsschutz, wobei in dieser Phase in der Regel die Begriffe Luftschutz oder Zivilverteidigung verwendet wurden. 1946 gründeten Aktivisten des aufgelösten Reichsluftschutzbunds den Luftschutzverein. 1951 erfolgte die Umbenennung zum Bundesluftschutzverband. Entsprechende Vorschläge finden sich auch in Denkschriften ehemaliger Wehrmachtsgeneräle zur Wiederbewaffnung, etwa von Hans Speidel. Zum entscheidenden Vertreter des Luft- und Zivilschutzgedankens wurde aber Erich Hampe, ebenfalls Wehrmachtsgeneral a. D. und später Präsident der Bundesanstalt für zivilen Luftschutz. 1952 erschien erstmals die Zeitschrift „Ziviler Luftschutz“, die weitgehend der Vorgängerpublikation „Gasschutz und Luftschutz“ (1931–1945) entsprach. Beide Publikationen hatten mit Heinrich Paetsch den gleichen Herausgeber. Die Zeitschrift erscheint bis heute unter dem Titel „Notfallvorsorge“.
In der Bundesrepublik wurde im Jahr 1950 das Technische Hilfswerk gegründet. Allerdings erhob von 1951 an auch das Deutsche Rote Kreuz Anspruch auf Mitarbeit am Luftschutz, bildete im großen Stil entsprechend geschulte Helfer aus und erhielt dafür staatliche Zahlungen. Darin liegt die bis heute deutsche Eigenart der starken Einbindung nichtstaatlicher Akteure in den Bevölkerungsschutz begründet. 1956 wurden das Bundesamt für zivilen Bevölkerungsschutz und der Luftschutzhilfsdienst für den Bereich des Zivilschutzes gegründet. Ihren gesetzlichen Rahmen erhielten diese Institutionen und der Luftschutz in der Bundesrepublik insgesamt 1957 mit dem Ersten Gesetz über Maßnahmen zum Schutz der Zivilbevölkerung.
1950 formierte sich die Kommission zum Schutz der Zivilbevölkerung gegen atomare, biologische und chemische Angriffe aus Wissenschaftlern, die sich vor allem mit der neuartigen Gefahr des Atomkriegs und einem sinnvollen Zivilschutz unter diesen Bedingungen befasste. 1961 wurde die Gruppe als Schutzkommission beim Bundesministerium des Innern näher an die Regierung gebunden. Dort erfüllt sie bis heute Beratungsaufgaben. In Politik und Öffentlichkeit, auch der Zivilschutz-Fachöffentlichkeit, wurden Atomwaffen bis zum Ende der 1950er Jahre aber weitgehend als konventionelle Bomben mit größerer Stärke behandelt. Das Problem der radioaktiven Strahlung und Verseuchung wurde kaum berücksichtigt, der Zivilschutz weitgehend auf Grundlage der Erfahrungen des Zweiten Weltkriegs geplant. Erst nach NATO-Übungen Mitte der 1950er Jahre wurde zunächst in Fachkreisen langsam klar, wie massiv Atomwaffen bei einer Konfrontation mit dem Warschauer Pakt im Gebiet der Bundesrepublik eingesetzt worden wären und welche Folgen die damit verbundene Strahlung gehabt hätte.

#### 1960er Jahre: Debatten über die Rolle im Krieg
Anfang der 1960er Jahre begann sich die politische und behördliche Kommunikation des Themenfelds zu wandeln. Der Begriff Luftschutz mit seinem Bezug auf das „Dritte Reich“ trat gegenüber dem Begriff Zivilschutz zurück. Zugleich wurde öffentlich – im Gegensatz zu internen Fachdebatten – weniger mit der Kriegsgefahr argumentiert, sondern verstärkt mit dem Nutzen des Zivilschutzes bei Katastrophenfällen. Dabei spielte die Sturmflut 1962 eine große Rolle. Zum Teil war diese veränderte Kommunikation die Folge der stärkeren Auseinandersetzung weiter Bevölkerungskreise mit den tatsächlichen Auswirkungen eines Atomkriegs im Rahmen der Friedensbewegung (beispielsweise durch die Ostermärsche), zum Teil einer zuvor gescheiterten Ansprache der Öffentlichkeit: Die 1961 an alle deutschen Haushalte verteilte Broschüre Jeder hat eine Chance wurde weithin als Verharmlosung des Atomkriegs wahrgenommen und abgelehnt, insbesondere nach der 1962 folgenden Kubakrise. Nahezu sprichwörtlich wurde der Hinweis, sich im Fall einer Atombombenexplosion mit einer über den Kopf gehaltenen Aktentasche zu schützen. In der 1964 folgenden Zivilschutzfibel wurde die Kriegsgefahr weniger explizit dargestellt. Doch auch diese stieß auf Kritik und Spott. Sie blieb die letzte an alle Haushalte verteilte Publikation dieser Art. Auf wissenschaftlicher Ebene sprachen sich Carl Friedrich von Weizsäcker und die Vereinigung Deutscher Wissenschaftler einerseits gegen eine Verharmlosung eines Atomkriegs aus und setzten sich andererseits intensiv mit dem Zivilschutz auseinander. 1962 veröffentlichten sie eine Studie, die den Bau von Schutzräumen in erster Linie gegen die Spreng- und Brandwirkung von Atomwaffen vorschlug. Die zu aufwändige Absicherung gegen radioaktive Strahlung sollte nicht verfolgt werden. 1963 gingen diese Forderungen in den Entwurf eines Schutzbaugesetzes ein. In erster Linie sollte nach Meinung der Wissenschaftler der Einsatz von Atomwaffen politisch verhindert werden.
Unter Hermann Höcherl (CSU) legte das Bundesinnenministerium 1964 zwei Gesetzentwürfe für einen weiterreichenden Zivilschutz vor. Dieser umfasste eine allgemeine Pflicht zum Selbstschutz sowie die Schaffung eines Zivilschutzkorps mit Pflicht zur zeitweisen Mitwirkung, vergleichbar der Wehrpflicht. Die Initiative sowie das geplante Schutzraumbaugesetz fügte sich ein in die allgemeinen Bemühungen um Notstandsgesetze, die insbesondere Ende der 1960er Jahre breiten gesellschaftlichen Widerstand auslösten. Maßgebliche Initiatoren der Gesetzentwürfe waren militärische Stellen der Bundeswehr, der alliierten Besatzungstruppen und der NATO. Die Regelungen sollten verhindern, dass es im Kriegsfall zu Flüchtlingsströmen käme, die die militärischen Operationen behindert hätten. Unabhängig davon strebte die Bundesregierung an, alle Einwohner in Fragen des Selbstschutzes auszubilden und ein Prozent der Bevölkerung als freiwillige Luftschutzhelfer zu gewinnen. Im Rahmen des Widerstands gegen die Notstandsgesetze wurden auch die Regelungen zum Zivilschutz kritisiert, insbesondere wegen möglicher Eingriffe in Freiheitsrechte, wegen des Vorwurfs einer Verharmlosung eines Krieges, den der Zivilschutz mit „führbar“ hätte machen sollen, und wegen der hohen Kosten.
Schließlich führten 1965 Kostenstreichungen durch ein Haushaltssicherungsgesetz von Bundesfinanzminister Rolf Dahlgrün (FDP) zunächst zur Aussetzung und schließlich zur Streichung der drei Gesetzesinitiativen. Stattdessen folgte 1968 das Gesetz zum Erweiterten Katastrophenschutz. Dieses sah für den Zivilschutz eine weitgehende Freiwilligkeit vor und löste den Luftschutzhilfsdienst auf. Wesentliche und damit staatlich bezuschusste Träger des Zivilschutzes wurden damit neben den vier großen Hilfsorganisationen Deutsches Rotes Kreuz, Malteser Hilfsdienst, Arbeiter-Samariter-Bund und Johanniter-Unfall-Hilfe die Feuerwehren und das staatliche Technische Hilfswerk. Damit entstand das bis heute bestehende System aus vom Bund finanzierten und von den Ländern organisierten Katastrophenschutzeinheiten bei verschiedenen Organisationen, die sowohl im Kriegs- als auch im zivilen Katastrophenfall eingesetzt werden sollen. Der im Sommer 1968 erfolgte Dämpfungserlass der Bundesregierung schrieb nach den heftigen Auseinandersetzungen um die Notstandsgesetze fest, dass die Verwaltung alle damit zusammenhängenden Themen, also auch den Bevölkerungsschutz, nur intern und möglichst nicht öffentlich behandeln sollte.
Von 1968 an konnten Wehrpflichtige anstelle ihres Grundwehrdienstes eine mehrjährige Verpflichtung in einer im Katastrophenschutz tätigen Organisation eingehen. Diese Möglichkeit war eine wichtige Personalquelle für die Hilfsdienste. So leisteten von 55.000 freiwilligen Helfern des THW im Jahr 1989 mehr als 30.000 Wehrersatzdienst. Während der 1980er Jahre unter Innenminister Friedrich Zimmermann wurde jedoch auch überlegt, die Aufnahme neuer Katastrophenschutzhelfer in Sanitätseinheiten zu stoppen, weil man an der Wirksamkeit dieser Katastrophenschutzzüge zweifelte.

#### 1970er: Der zivile Katastrophenschutz setzt sich durch
Auf die Verzahnung mit zivilen Organisationen folgte in den 1970er Jahren eine stärkere Ausrichtung auch der praktischen Tätigkeit des Bevölkerungsschutzes auf Herausforderungen außerhalb eines möglichen Kriegsfalls. So wurden die Strukturen des Zivilschutzes genutzt, um von 1970 an die Luftrettung in Deutschland aufzubauen. Hans-Dietrich Genscher (FDP) bemühte sich in seiner Zeit als Innenminister von 1969 bis 1974 um eine weitere Ausrichtung des Zivilschutzes auf Situationen außerhalb des Kriegsfalls. Insbesondere setzte er sich für die Verringerung des kostspieligen Baus von Schutzräumen ein, der schließlich von 1974 bis 1977 ganz ausgesetzt wurde. Dagegen wehrten sich insbesondere Hans-Arnold Thomsen, Leiter der Abteilung Zivile Verteidigung in Genschers Ministerium, und Paul Wilhelm Kolb, Leiter des Bundesamts für Zivilschutz. In den folgenden Jahren lösten Katastrophen wie der Brand in der Lüneburger Heide 1975 und das Sevesounglück 1976 immer wieder Debatten über Zuständigkeit, Technik und Organisation des Katastrophenschutzes aus, die sich aber meist auf Fachkreise beschränkten und keine grundlegenden Änderungen auslösten. Auch am Bundeshaushalt der 1970er Jahre lässt sich ablesen, dass die Aufwendungen für den kriegsbezogenen Zivilschutz sanken, während die für den Katastrophenschutz anstiegen. Proteste von Vertretern des hergebrachten Zivilschutzes innerhalb der Behörden blieben weitgehend wirkungslos.
In den 1970er Jahren wurden mehrere Ausbildungseinrichtungen des Zivilschutzes zur Bundesakademie für Bevölkerungsschutz und Zivile Verteidigung zusammengefasst. Außerdem gründeten mehrere Bundesländer ähnliche Katastrophenschutzschulen. Eine weitere Entwicklung dieser Zeit war der größere Stellenwert internationaler Einsätze. Zwar hatte es solche Einsätze spätestens seit der Unterstützung der Niederlande bei der Flutkatastrophe von 1953 gegeben, aber ab 1970 nahm die Zahl der Auslandseinsätze insbesondere des THW erheblich zu.
Von Ende der 1970er Jahre an befasste sich die politische Debatte auf Initiative der CDU wieder stärker mit den Aufgaben des Zivilschutzes im Krieg. Konkrete Änderungen an Gesetzen und praktischer Aufstellung des Zivilschutzes blieben jedoch trotz mehrerer Gesetzesinitiativen während der 1980er Jahre aus.

### Deutsche Demokratische Republik
In Verbindung mit anderen Maßnahmen zum Schutze der Bevölkerung der DDR wurde in den 1950er Jahren begonnen, Einrichtungen und Führungsstrukturen für die Bekämpfung von Katastrophen zu schaffen. So wurden bei der Feuerwehr besondere Züge und Trupps gebildet, die aber 1956 wieder aus dem Bestand der Feuerwehr herausgelöst wurden.
Auf Ressortebene wurde die Verwaltung Aktiver Brandschutz im Ministerium des Innern (MdI) geschaffen. Auf der Ebene der Räte der Bezirke wurden Arbeitsgruppen eingerichtet. Die leitenden Funktionäre wurden an den Lehreinrichtungen für Luftschutz der UdSSR entsprechend ausgebildet. Am 11. Februar 1958 beschloss die Volkskammer der DDR das Luftschutzgesetz als Grundlage der späteren Zivilverteidigung. In der Folgezeit wurden in den Ministerien, den Räten der Bezirke, Kreisen, Kommunen, den volkswirtschaftlich wichtigen Betrieben und Einrichtungen Stäbe und Einsatzgruppen des Luftschutzes gebildet. Zielsetzung war der Aufbau eines Warnsystems, die Aufstellung von Luftschutzformationen, die Schaffung von Reserven für die Versorgung der Bevölkerung und die Schaffung von Schutzräumen.
Mit dem Zivilverteidigungsgesetz vom 16. September 1970 sollte den gewachsene Forderungen des Schutzes der Bevölkerung und der Sicherung lebenswichtiger Bereiche auch im Kriegsfall Rechnung getragen werden. Dementsprechend folgte der Aufbau der folgenden Einsatzkräfte der Zivilverteidigung: Rettungs-, Bergungs-, Instandsetzungs-, Entgiftungs-, Sanitäts-, Brandschutz-, Versorgungs-, Aufklärungs- und Geräteformationen sowie Spezialeinrichtungen zur sanitären Behandlung und zur Entaktivierung. Die Formationen waren in Züge, Gruppen, Abteilungen und Bereitschaften gegliedert.

### Bevölkerungsschutz seit der deutschen Wiedervereinigung
Nach der Wiedervereinigung wurden die einheitlichen Vorgaben für den Katastrophenschutz aufgegeben und den Bundesländern überlassen. Im Zuge dessen entwickelte sich der Katastrophenschutz lokal meist zurück, er wurde als unnötig angesehen. Ein großer Einschnitt war die Aufgabe des bundesweiten Zivilschutz-Sirenennetzes 1993 mit Abbau von 40.000 Sirenen und Schließung der Warnämter.
Vereinzelte Großschadenslagen (z. B. ICE-Unglück von Eschede 1998) ließen das Thema im Bewusstsein der Verantwortlichen, der Einsatz von Großeinheiten war jedoch nicht mehr geläufig, es wurden eher kleine flexible Einheiten aufgestellt (Schnelleinsatzgruppen).
Mit der neuen Bedrohungslage durch Terrorismus, den großen Hochwasserkatastrophen und in Begleitung der Fußball-Weltmeisterschaft 2006 fand ein Umdenken statt: Der Katastrophenschutz wurde neu konzipiert, gekennzeichnet durch die Aufstellung von Plänen zur überregionalen Hilfeleistung, Wiedergründung einer für den Bereich speziell zuständigen Bundesbehörde (Bundesamt für Bevölkerungsschutz und Katastrophenhilfe, anstelle des 2001 aufgelösten Bundesamtes für Zivilschutz) und Ausstattung von Einheiten zur Hilfeleistung in größerem Maßstab (Medizinische Task Force).
Seit 2004 soll das gemeinsame Management des Bundes und der Länder in nationalen Krisen aufgrund von außergewöhnlichen Gefahren- und Schadenslagen auf strategischer Ebene durch die regelmäßig stattfindende Übung LÜKEX verbessert werden.
Am 13. Juli 2022 beschloss das Bundeskabinett eine „Resilienzstrategie“. Diese soll der besseren Vorhersage und Bewältigung von Naturkatastrophen und Gesundheitskrisen dienen. Konkret sollen das Katastrophenmanagement verbessert und aktuelle Strukturen überprüft werden, wobei auch nicht-staatliche Akteure (etwa Hilfsorganisationen) eingebunden werden sollen.

## Zuständigkeiten und Aufgabengebiete
In Deutschland unterscheidet man zwischen Zivilschutz und Katastrophenschutz: Während ersterer nur im Verteidigungs- oder Spannungsfall zum Einsatz kommt, greift der Katastrophenschutz bei allen sonstigen, eine besondere einheitliche Führung behördlicherseits bedürfenden Großschadenslagen. Eine starre Unterscheidung von Zivilschutz und Katastrophenschutz findet heute jedoch nicht mehr statt.
Gefahrenabwehr im Katastrophenfall ist gemäß Art. 70 des Grundgesetzes normalerweise Aufgabe der Länder. Die Innenminister und Innensenatoren der Länder haben sich daher zusammen mit dem Bundesminister des Innern auf ein Integriertes Gefahrenabwehrsystem geeinigt. Das bedeutet, dass Bund und Länder ihre Kompetenzen und Fähigkeiten in einen Bevölkerungsschutz einbringen, der alle Schadensursachen berücksichtigt. Bis 2015 gab es dafür zur Beratung die Schutzkommission beim Bundesministerium des Innern.
Für Zwecke des Zivilschutzes und der Katastrophenhilfe stellt der Bund den Ländern Mittel bereit, die diese in ihren friedensmäßigen Katastrophenschutz integrieren können. Außerdem erweitert und ergänzt der Bund den Katastrophenschutz der Länder durch die Aufstellung der Bundesanstalt Technisches Hilfswerk (THW). Neben dem Schutz der Bevölkerung ist der Schutz von Kulturgütern in Krisenfällen relevant, der auch international geregelt ist.
Näheres zur Katastrophenhilfe ist für Deutschland im Zivilschutz- und Katastrophenhilfegesetz normiert.

### Zivilschutz
Unter Zivilschutz versteht man in Deutschland alle nicht-militärischen Maßnahmen im Verteidigungs- oder Spannungsfall, welche dem Schutz der Bevölkerung an sich sowie dem Aufrechterhalten der öffentlichen Infrastruktur dienen. Er unterscheidet sich damit definitionsgemäß und vor allem hinsichtlich der verfassungsrechtlichen Zuständigkeiten vom Katastrophenschutz. Es handelt sich hier um grundsätzlich unterschiedliche Sachverhalte und Aufgabenbereiche: Der Zivilschutz gehört nach Art. 73 Nr. 1 Grundgesetz (GG) zur ausschließlichen Gesetzgebungskompetenz des Bundes über „die Verteidigung einschließlich des Schutzes der Zivilbevölkerung“. Er ist ein Teilbereich der Zivilverteidigung, für die das Bundesministerium des Innern zuständig ist. Der friedensmäßige Katastrophenschutz fällt hingegen gemäß der Art. 30, Art. 70 Abs. 1 GG in die Zuständigkeit der Länder.
Ob diese Trennung perspektivisch für die Zukunft beibehalten werden soll, wird jedoch zunehmend in Frage gestellt. So sagte der damalige Bundesminister des Innern Otto Schily 2005 auf der Fachmesse Interschutz in Hannover, die „ehemals strikte Trennung zwischen Zivilschutz im Verteidigungsfall auf der einen Seite und Katastrophenschutz für nicht-militärische Gefahren auf der anderen Seite“ sei „überholt“. Deutlich wird dies insbesondere an der Frage nach der Einordnung von terroristischen Gefahren. In der Praxis ist die Unterscheidung weitgehend bedeutungslos, da die vom Bund im Rahmen des Zivilschutzes bereitgestellten Ressourcen von den Ländern im Katastrophenschutz quasi wie ihre eigenen Mittel eingesetzt werden dürfen.
Zu beachten ist an dieser Stelle auch die Bundesanstalt Technisches Hilfswerk (THW) als Einsatzorganisation des Bundes. Sie untersteht dem Bundesministerium des Innern und übernimmt Zivilschutzaufgaben im Verteidigungsfall. Das THW steht aber trotzdem für den friedensmäßigen Katastrophenschutz zur Verfügung. Dabei sieht der Gesetzgeber im Zivilschutz- und Katastrophenhilfegesetz vor, dass das THW zuvor von einer für die Gefahrenabwehr zuständigen Stelle (wie z. B. der Länder, Landkreise, Städte und Gemeinden) angefordert werden muss.
Überdies ist es derzeit in der politischen Diskussion, die bisherigen gesetzlichen, keinesfalls aber praktisch klaren Grenzen der Zuständigkeiten aufeinander zuzubewegen und großflächige Gefahrenlagen in Abstimmung zwischen dem Bund und den Ländern zu meistern. Gerade in letzter Zeit (Naturkatastrophen, Gefahr von Terroranschlägen) ist hier Bewegung in die Reformüberlegungen gekommen. Im o. g. Art. 61 des Ersten Zusatzprotokolls wird bereits ein erweiterter „Zivilschutz“-Begriff angedeutet („Feindseligkeiten oder Katastrophen“), der dazu beitragen könnte, die (so nur in Deutschland vorhandene) Trennung zwischen Zivilschutz als Bundes- und Katastrophenschutz als Landeskompetenz zu reduzieren, um ein besser funktionierendes Gesamtsystem der Gefahrenabwehr und des Bevölkerungsschutzes zu schaffen, auch im Hinblick auf allseits knappe finanzielle Ressourcen.
In anderen Staaten (z. B. in Dänemark oder Finnland) wird er zum Teil legal anders abgegrenzt. International ist der Aufbau von Maßnahmen zum Zivilschutz Aufgabe der International Civil Defence Organisation. Rechtsgrundlagen für den Zivilschutz sind u. a. das Zivilschutz- und Katastrophenhilfegesetz (ZSKG) und die so genannten Sicherstellungsgesetze (z. B. zur Ernährungsvorsorge, Transportorganisation).

### Katastrophenschutz

Schild Bevölkerungsschutz am Löschfahrzeug (LFZ) der Feuerwehr in Sebnitz

Die Gliederung des Katastrophenschutzes ist landesrechtlich geregelt und variiert dementsprechend von Bundesland zu Bundesland. So werden die Einheiten und Einrichtungen des Katastrophenschutzes im Saarland zum Beispiel in folgende Fachdienste gegliedert:
1. Brandschutz und Technische Hilfe,
2. ABC-Schutz,
3. Bergung und technischer Dienst (vom THW getragen),
4. Sanitätswesen (mit Medizinischer Task Force als Kernelement),
5. Veterinärwesen,
6. Betreuung (vorübergehende Unterbringung und soziale Betreuung),
7. Informations- und Kommunikationstechnik (Fernmeldezug mit landesweiter Zuständigkeit),
8. Versorgung (vor allem Verpflegung),
9. Wasserrettung (insbesondere bei Hochwasserlagen, verstärkt durch Fahrzeuge und Ausstattung des THW) und
10. Psychosoziale Notfallversorgung.

Der Bevölkerungsschutz wird durch das Bundesministerium des Innern sowie durch den Deutschen Bundestag unterstützt und mit finanziert.

#### Bei einem nuklearen Katastrophenfall
Der Bund hat im nuklearen Notfallschutz bei der unmittelbaren Gefahrenabwehr, zu der die Evakuierung als eine mögliche Maßnahme gehört, keine Zuständigkeiten. Der Bund hat allerdings „Rahmenempfehlungen für den Katastrophenschutz in der Umgebung kerntechnischer Anlagen“ sowie die „Radiologischen Grundlagen für Entscheidungen über Maßnahmen zum Schutz der Bevölkerung bei unfallbedingten Freisetzungen von Radionukliden“ (in der Fassung vom 27. Oktober 2008; GMBl. 2008, Nr. 62/63, S. 1278 ff.) als radiologische Basis für Entscheidungen über Katastrophenschutzmaßnahmen herausgegeben. Die zuständigen Länderbehörden haben Zugang zum Entscheidungshilfesystem RODOS (Real-time On-line DecisiOn Support), das in der sogenannten RODOS-Zentrale im Bundesamt für Strahlenschutz (BfS) betrieben wird. Die Länder können das System entweder selbst nutzen oder die RODOS-Zentrale mit der Durchführung von Rechnungen zu Unfallereignissen beauftragen. In kerntechnischen Notfällen dient RODOS zur Durchführung von Ausbreitungsrechnungen, zur Abschätzung von Umweltkontaminationen und Strahlenexpositionen sowie zur Entscheidungsvorbereitung für Schutzmaßnahmen. Basis der Ausbreitungsrechnung sind der Quellterm, also die Menge des freigesetzten Materials, sowie die gemessene Ortsdosisleistung, die in Deutschland vom ODL-Messnetz mit etwa 1800 Sonden bestimmt wird, und die aus Wetterprognosen des Deutschen Wetterdienstes abgeleiteten Luftbewegungen in unterschiedlichen Höhen.

#### BMI in der Luftrettung
Seit 1971 betreibt das heutige Bundesministerium des Innern (BMI) Rettungshubschrauber. Das BMI stellt dabei den Bundesländern, die für den Rettungsdienst in ihrem Bereich zuständig sind, die eigentlich für den Katastrophenschutz vorgesehenen Hubschrauber für den Einsatz in der Luftrettung zur Verfügung. So sind die Hubschrauber im Doppelnutzen für den normal Rettungsdienst-Alltag und Katastrophenfälle gleichermaßen verfügbar. Das BMI ist einer der maßgeblichen deutschen Luftrettungs-Betreiber mit einer Flotte von insgesamt 16 Hubschraubern vom Typ EC135 T2 an bundesweit 12 Standorten (2012).

## Organisationen

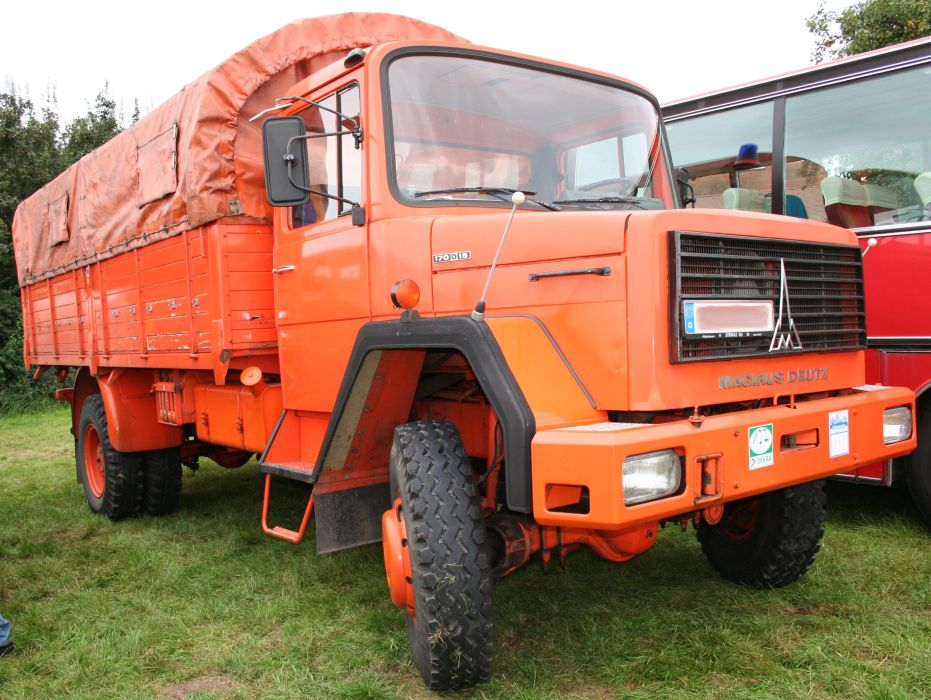
Oranges Katastrophenschutz-Fahrzeug (DMF von Magirus-Deutz)

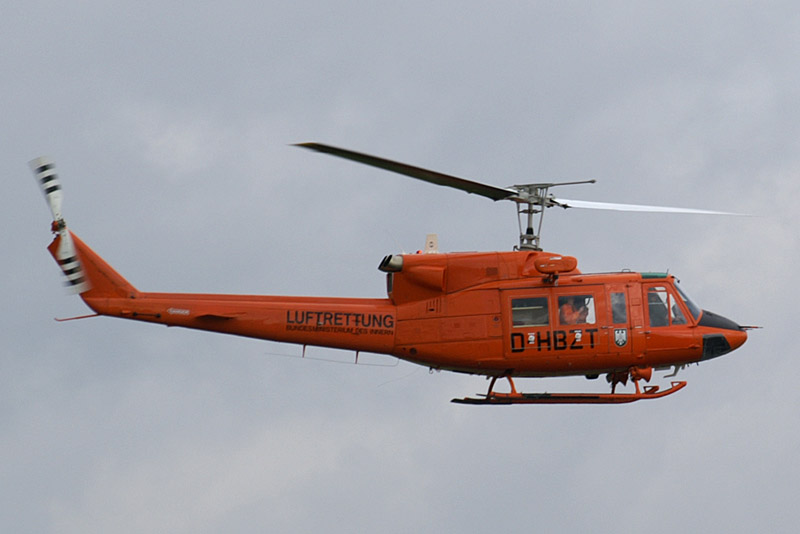
Für den Katastrophenschutz beschaffter Bell-212-Rettungshubschrauber des BMI

In Deutschland engagieren sich unterschiedliche Organisationen im Bevölkerungsschutz. Auf Bundesebene ist seit dem 1. Mai 2004 das Bundesamt für Bevölkerungsschutz und Katastrophenhilfe (BBK) für den Zivilschutz zuständig. Das BBK ist damit auch für die Instandhaltung der 2.300 öffentlichen Zivilschutzbunker in Deutschland verantwortlich. Vom BBK beschafft wurden 18 Fahrzeugtypen und den Landesbehörden zur weiteren Verwendung übergeben.
Für den Katastrophenschutz sind die Bundesländer zuständig. Diese haben eigene Katastrophenschutzgesetze erlassen. Der Katastrophenschutz ist typischerweise mit der unteren Katastrophenschutzbehörde beim Stadt- bzw. Landkreis angesiedelt.
Eine Zusammenarbeit mit außerhalb der Kreise gelegenen Ressourcen und bei kreisübergreifenden Katastrophen ist geregelt:
- über obere Katastrophenschutzbehörde, z. B. auf Ebene von Bezirksregierungen
- über oberste Katastrophenschutzbehörde auf Landesebene
- im Gemeinsamen Melde- und Lagezentrum von Bund und Ländern (GMLZ)
- im Gemeinsamen Kompetenzzentrum Bevölkerungsschutz (GeKoB)[25]

Operativ wirken im Zivilschutz sowohl öffentliche als auch private (teilweise „öffentlich bewidmete“) Hilfsorganisationen mit. Zu den öffentlichen Organisationen gehört – neben den öffentlichen Feuerwehren, die in aller Regel auf Gemeindeebene organisiert sind – die Bundesanstalt Technisches Hilfswerk.

### Öffentliche staatliche und kommunale Einrichtungen
- Bundesanstalt Technisches Hilfswerk (THW)
- Bundesamt für Bevölkerungsschutz und Katastrophenhilfe (BBK)
- Deutsches Notfallvorsorge-Informationssystem (deNIS)
- Feuerwehren
- Landeskommandos der Bundeswehr, welche durch Bezirksverbindungskommandos und Kreisverbindungskommandos auf Bezirksregierungsebene (Regierungspräsidien) und Kreis-/Stadtebene vertreten sind. Die Bundeswehr leistet mit der Zivil-Militärischen Zusammenarbeit (ZMZ) einen Beitrag im Katastrophenschutzverbund.
- Regieeinheiten der Katastrophenschutzbehörden
- Ordnungsbehörden/Sicherheitsbehörden

Krisenzentren für Katastrophenopfer – wie im Frankfurter Flughafen das Eric (Emergency Response and Information Center, seit 1999) – gibt es in Deutschland nur wenige und die meisten davon als staatlich betriebene Einrichtungen. Das Eric hat seit seiner Gründung rund ein Dutzend größerer Notfälle gemanagt, wie beispielsweise nach dem Seebeben im Indischen Ozean 2004, als traumatisierte Urlauber und Hinterbliebene, die in Frankfurt landeten, betreut und versorgt wurden mussten. Weltweites Vorbild, auch für das Epic (seit 1994 in München), ist das gleichnamige Emergency Procedures Information Centre von British Airways am Londoner Flughafen Heathrow.

### Private Organisationen
- @fire – Internationaler Katastrophenschutz, gemeinnützig
- Allgemeiner Rettungsverband (ARV), gemeinnützig
- Deutsches Rotes Kreuz (DRK) mit Berg-, Wasserwacht und Bereitschaft (DRK), gemeinnützig (als nationale Rotkreuz-Gesellschaft, wobei auch der DRK-Landesverband Bayerisches Rotes Kreuz trotz seiner Rechtsnatur als öffentlich-rechtliche Körperschaft in der Praxis als private Organisation im Zivilschutz mitwirkt)
- Arbeiter-Samariter-Bund (ASB), gemeinnützig
- DEMIRA Deutsche Minenräumer e. V., gemeinnützig
- Deutsche Lebens-Rettungs-Gesellschaft (DLRG), gemeinnützig
- DiBuKa – Dienstleistungen im Brand- und Katastrophenschutzfall
- I.S.A.R. Germany (International Search and Rescue)
- Johanniter-Unfall-Hilfe (JUH), gemeinnützig
- Malteser Hilfsdienst (MHD), gemeinnützig
- Medizinisches Katastrophenhilfswerk Deutschland e. V. (MHW), gemeinnützig
- Deutscher Amateur-Radio-Club (DARC), Notfunkgruppen der Funkamateure
- Kerntechnischer Hilfsdienst (KHG)
- Telekom-Katastrophenschutz (früher Katastrophenschutz der Deutschen Bundespost)
- Verband der Funkamateure in Telekommunikation und Post (VFDB) (früher Verband der Funkamateure der Deutschen Bundespost)
- Bundesverband Rettungshunde (BRH), gemeinnützig

Dazu kommen noch Einsatzkräfte aus NGOs, wie zum Beispiel aus Unternehmen (etwa die Grubenwehr im Bergbau), privaten Vereinen, Behörden und Verbänden. Es können sich je nach örtlicher Rechtslage auch Privatpersonen und Firmen zum Katastropheneinsatz spontan zur Hilfe organisieren (vgl. die EMON, Emergente Organisations-Netzwerke) oder dazu herangezogen werden. Soweit weitere Organisationen im Katastrophenschutz mitwirken, sind diese auch in den Zivilschutz eingebunden.
Funkamateure sind per Gesetz mit Erhalt der entsprechenden Lizenz dazu verpflichtet, ihren Fachverstand, Kenntnisse und Fähigkeiten sowie Gerätschaften im Katastrophenfall zur Errichtung und Unterstützung von Kommunikationsverbindungen bereitzustellen. Dies wird als Notfunk oder Katastrophenfunk bezeichnet. Viele Funkamateure haben neben stationären Funkanlagen auch mobile Anlagen, die auch bei Stromausfall weltweit Sprach-, Daten- und Bildkommunikation ermöglichen, einschließlich der Kommunikation über eigene Satelliten. Beispielhaft ist für solch einen Einsatz die Hamburger Sturmflut 1962 zu nennen.

### Selbstschutz
Die Selbsthilfefähigkeit ist Grundpfeiler des Katastrophenschutzes. Die Katastrophensoziologie ist eine besondere Soziologie, die sich mit sozialen Aspekten von Katastrophen beschäftigt. Prepper sind Personen, die sich individuell auf jegliche Katastrophe vorbereiten: Durch Einlagerung von Lebensmittelvorräten, die Errichtung von Schutzbauten oder Schutzvorrichtungen an bestehenden Gebäuden, das Vorhalten von Schutzkleidung, Werkzeug, Funkgeräten, Waffen.

### Ersatzdienst im Katastrophenschutz statt Wehr- oder Zivildienst
In Deutschland konnte man vom Wehr- bzw. Zivildienst freigestellt werden, wenn man sich für mindestens vier Jahre (seit 1. Dezember 2010) als Helfer im Zivil- oder Katastrophenschutz verpflichtet, bevor der Wehrdienst zum Juli 2011 ausgesetzt wurde. Grundlage hierfür waren § 13a Wehrpflichtgesetz und § 14 Zivildienstgesetz. Der Dienstpflichtige musste jährlich eine Mindestzahl an Dienststunden nachweisen. Jede Einheit erhielt ein gewisses Stellenkontingent zur Vergabe.

## Warnung der Bevölkerung
Wurden seit den Weltkriegen vor allem Luftschutzsirenen für die schnelle Warnung der Bevölkerung eingesetzt, sind diese in den 1990er-Jahren aus Kostengründen größtenteils abgebaut und vereinzelt durch mobile Lautsprecherwagen ersetzt. Hauptinformationskanal sollten Radio- und Fernsehanstalten sein, wobei hier nachts die Weckfunktion nicht gegeben ist. Mittlerweile setzt man zudem verstärkt auf Apps wie Warn-App NINA, Katwarn oder BIWAPP, die jedoch nur ein kleiner Teil der Bevölkerung installiert hat.

## Lücken in der Katastrophenvorsorge
Nach dem Elbehochwasser 2002 wurden die Vorsorgemaßnahmen im Katastrophenschutz kritisch untersucht. Fehlende Kommunikationsmittel, uneinheitliche Führungsstrukturen und zu geringe Kapazitäten in der medizinischen Notfallversorgung wurden nun anders bewertet.
Der dritte Gefahrenbericht der Schutzkommission beim Bundesminister des Innern von 2006 benennt massive Lücken in der Katastrophenvorsorge. Die fünf wichtigsten Lücken lägen demnach in den Bereichen Mobilisierung der Selbsthilfepotenziale in der Bevölkerung, Schutz kritischer Infrastrukturen, Alarmierung und fortdauernde Unterrichtung der Bevölkerung, Organisationen, Versorgung und Nachsorge im medizinischen Bereichen, allgemeine institutionelle Organisation der Notfallversorgung sowie die Versorgung mit Lebensmitteln und Trinkwasser.
In der Öffentlichkeit wird dies bisher nur punktuell problematisiert, etwa in einem ZDF-Bericht im Jahr 2004 zum Szenario für den „Tag X“ oder bei den Vorbereitungen zur Fußball-Weltmeisterschaft 2006.
Angesichts der Flüchtlingskrise in Deutschland 2015/2016 forderte das Deutsche Rote Kreuz im August 2015, den Katastrophenschutz stärker an konkreten Notlagen von Menschen auszurichten.
Der Warntag 2020 brachte zahlreiche Mängel an das Tageslicht und musste als „Fehlschlag“ deklariert werden.
Auch nach dem Hochwasser in West- und Mitteleuropa 2021 wurde erneut über die zu langsame oder mangelhafte Warnung der Bevölkerung diskutiert. Gelegentlich kritisieren Experten wie Martin Voss die mangelnde Erfassung mit Doppelmitgliedschaften in Zivilschutzorganisationen, wodurch die tatsächliche Personalstärke deutlich unter der bekannten liegen könne.

## Ehrenzeichen
Für langjährige Dienstzeiten, für besondere Verdienste im Katastrophenschutz oder für besonders mutiges Verhalten in Katastrophenfällen werden Katastrophenschutz-Ehrenzeichen verliehen. Diese Ehrenzeichen schließen oft den umfangreichen Bereich der nichtpolizeilichen Gefahrenabwehr wie Katastrophenschutz, Zivilschutz und Rettungsdienst ein und werden von den für die Gefahrenabwehr im Katastrophenfall zuständigen Bundesländer gestiftet. Vom hessischen Innenminister wurde am 23. Mai 2014 die Einsatzmedaille „Ausland“ als Auszeichnung zur Würdigung von Verdiensten bei Einsätzen des Katastrophenschutzes des Landes Hessen im Ausland gestiftet.